# 作々
作々（さくさく）は、日本のイラストレーターである。

## 主な作品

### ライトノベル
- いつか、こいまち!（長谷川昌史作、『電撃文庫』アスキー・メディアワークス）
- 恋敵はお嬢様☆（時田唯作、『電撃文庫』アスキー・メディアワークス）
- 二次元の砦を守るには不本意ながら彼女が必要らしい（冬樹忍作、『HJ文庫』ホビージャパン）